# KiiiKiii
KiiiKiii (en hangul, 키키) es un grupo femenino surcoreano formado por Starship Entertainment. Está formado por cinco miembros: Leesol, Sui, Haum, Jiyu y Kya. Debutaron el 24 de marzo de 2025 con el EP Uncut Gem.

## Nombre
El nombre "KiiiKiii" es un juego de palabras tanto en coreano como en inglés. En coreano, es una onomatopeya que representa el sonido de la risa, a menudo descrita como "kiki" (키키), y que muestra un sentimiento alegre y desenfadado. En inglés, el nombre simboliza la palabra "key", lo que significa que el grupo se esfuerza por seguir encontrando la "clave" a las respuestas de la vida con una sonrisa en el rostro.

## Historia

### 2025-presente: Introducción y debut
El 10 de febrero, Starship Entertainment anunció que debutaría un nuevo grupo femenino, KiiiKiii, con el lanzamiento sorpresa de las cuentas de redes sociales del grupo. Seis días después, se anunció que el EP debut de KiiiKiii, Uncut Gem, se lanzaría el 24 de marzo. Ese mismo día, se dieron a conocer los miembros del grupo (Leesol, Sui, Haum, Jiyu y Kya), y se lanzó el video musical de "I Do Me", una de las canciones incluidas en el EP. El 23 de febrero, KiiiKiii lanzó un video musical de celebración titulado "Debut Song" para celebrar su debut. El 5 de abril, el grupo ganó su primer premio musical desde su debut en Show! Music Core con el sencillo "I Do Me".

## Respaldos
En abril de 2025, se anunció que las miembros de KiiiKiii fueron seleccionadas como las primeras modelos promocionales de KakaoBank para su submarca "KakaoBank Mini", que tiene como objetivo brindar servicios financieros a clientes jóvenes. El 28 de abril, se anunció que las integrantes de KiiiKiii se convirtieron en las modelos promocionales del "King Fusion", un postre de la cadena de comida rápida Burger King.

## Miembros
- Leesol (이솔)
- Sui (수이)
- Haum (하음)
- Jiyu (지유)
- Kya (키야)

## Discografía

### EP
| Título    | Detalles                                                                                       | Mejores posiciones | Mejores posiciones | Ventas                      |
| Título    | Detalles                                                                                       | COR                | JPN                | Ventas                      |
| --------- | ---------------------------------------------------------------------------------------------- | ------------------ | ------------------ | --------------------------- |
| Uncut Gem | - Lanzamiento: 24 de marzo de 2025 - Discográfica: Starship - Formatos: CD, digital, streaming | 1                  | 33                 | - COR: 214,812 - JPN: 3,699 |

### Sencillos
| Título          | Año  | Mejor posición | Álbum     |
| Título          | Año  | COR            | Álbum     |
| --------------- | ---- | -------------- | --------- |
| «I Do Me»       | 2025 | 13             | Uncut Gem |
| «Dancing Alone» | 2025 | 142            | Sin álbum |

### Otras canciones en listas
| Título                | Año  | Mejor posición | Álbum     |
| Título                | Año  | COR DL         | Álbum     |
| --------------------- | ---- | -------------- | --------- |
| "Debut Song"          | 2025 | 51             | Uncut Gem |
| "Groundwork"          | 2025 | 48             | Uncut Gem |
| "There They Go"       | 2025 | 49             | Uncut Gem |
| "BTG"                 | 2025 | 30             | Uncut Gem |
| "One Off" (한 개뿐인) | 2025 | 46             | Uncut Gem |

## Videografía

### Vídeos musicales
| Título       | Año  | Director(es)                 | Ref.   |
| ------------ | ---- | ---------------------------- | ------ |
| "I Do Me"    | 2025 | Jinooya Makes                | [ 13 ] |
| "Debut Song" | 2025 | Kim Yeon-june, Jeong Hae-won | [ 14 ] |
| "BTG"        | 2025 | Jinooya Makes                | [ 15 ] |
| "Groundwork" | 2025 | Bang Jae-yeob                | [ 16 ] |

## Premios y nominaciones
| Ceremonia de entrega de premios | Año  | Categoría            | Nominado(s) | Resultado | Ref.   |
| ------------------------------- | ---- | -------------------- | ----------- | --------- | ------ |
| Brand Customer Loyalty Awards   | 2025 | Idol novata femenina | KiiiKiii    | Ganador   | [ 17 ] |